# Jingtai

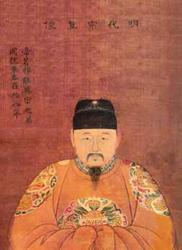
El séptimo emperador 1449-1457 Jingtai, Zhu Qiyu (Jingdi)

Jingtai (景泰, Pekín 21 de septiembre de 1428-id. 14 de marzo de 1457), de nombre personal Zhu Qiyu (朱祁鈺), fue el séptimo emperador de la dinastía Ming, reinando entre los años 1449-1457.
Hermano del emperador Zhengtong, accedió al poder cuando este fue capturado en 1449 por los mongoles en la batalla de la fortaleza de Tumu. Tras su liberación en 1450, Zhengtong fue recluido en una residencia vigilada por Jingtai.
A la muerte de Jingtao en 1457, su hermano volvió al poder bajo su segundo nombre: Tianshun.
| Predecesor: Zhengtong | Emperador de China (Dinastía Ming) 1449-1457 | Sucesor: Tianshun |

- Datos: Q9988
- Multimedia: Jingtai Emperor / Q9988